# Андервуд (Північна Дакота)
Андервуд (англ. Underwood) — місто (англ. city) в США, в окрузі Маклейн штату Північна Дакота. Населення — 784 особи (2020).

## Географія
Андервуд розташований за координатами 47°27′19″ пн. ш. 101°8′30″ зх. д. / 47.45528° пн. ш. 101.14167° зх. д. (47.455182, -101.141568).  За даними Бюро перепису населення США в 2010 році місто мало площу 2,34 км², уся площа — суходіл.

## Демографія
Згідно з переписом 2010 року, у місті мешкало 778 осіб у 326 домогосподарствах у складі 211 родини. Густота населення становила 332 особи/км².  Було 377 помешкань (161/км²).
Расовий склад населення:
| - 95,5 % — білих - 1,8 % — корінних американців - 0,3 % — вихідців з тихоокеанських островів - 0,3 % — чорних або афроамериканців |

До двох чи більше рас належало 2,1 %. Частка іспаномовних становила 0,6 % від усіх жителів.
За віковим діапазоном населення розподілялося таким чином: 18,8 % — особи молодші 18 років, 59,5 % — особи у віці 18—64 років, 21,7 % — особи у віці 65 років та старші. Медіана віку мешканця становила 49,8 року. На 100 осіб жіночої статі у місті припадало 94,0 чоловіків;  на 100 жінок у віці від 18 років та старших — 100,6 чоловіків також старших 18 років.
Середній дохід на одне домашнє господарство  становив 74 574 долари США (медіана — 53 594), а середній дохід на одну сім'ю — 83 916 доларів (медіана — 64 821). Медіана доходів становила 50 179 доларів для чоловіків та 40 000 доларів для жінок. За межею бідності перебувало 12,4 % осіб, у тому числі 25,6 % дітей у віці до 18 років та 12,7 % осіб у віці 65 років та старших.
Цивільне працевлаштоване населення становило 373 особи. Основні галузі зайнятості: освіта, охорона здоров'я та соціальна допомога — 32,4 %, сільське господарство, лісництво, риболовля — 11,0 %, будівництво — 10,2 %, транспорт — 9,7 %.